# Thằn lằn giun Maroc
Thằn lằn giun Maroc, tên khoa học Blanus mettetali, là một loài thằn lằn trong họ Blanidae. Loài này được Bons mô tả khoa học đầu tiên năm 1963.